# Zvonimir Vukić
Zvonimir Vukić (Zrenjanin, Yugoslavia, 19 de julio de 1979) es un futbolista serbio, actualmente juega en el Partizán de Belgrado y jugó para la selección de Serbia y Montenegro.

## Clubes
| Club                  | País                | Año         |
| --------------------- | ------------------- | ----------- |
| FK Proleter Zrenjanin | Yugoslavia          | 1996 - 1998 |
| Atlético de Madrid B  | España              | 1998 - 2000 |
| FK Partizan           | Serbia y Montenegro | 2000 - 2003 |
| FC Shajtar Donetsk    | Ucrania             | 2003 - 2005 |
| Portsmouth FC         | Inglaterra          | 2005 - 2006 |
| FK Partizan           | Serbia y Montenegro | 2006        |
| FC Shajtar Donetsk    | Ucrania             | 2006 - 2008 |
| FC Moscú              | Rusia               | 2008 - 2010 |
| FK Partizan           | Serbia              | 2011 -      |

- Datos: Q231482
- Multimedia: Zvonimir Vukić / Q231482